# Ту (филм)
Ту (енгл. Here) је хрватски играни филм редитеља Зринка Огресте из 2003. године.

## Радња
Филм панорамира по друштвеној средини: Десетак ликова пратимо издвојено, на први поглед чак и насумично, да би се поново појавили, понекад и сусрели. Галерију маргиналаца творе пензионер, наркоманка, бивши ратници, људи без перспективе. Тмурна слика стварности. Легитиман наставак каријере награђиваног и међународно успјешног аутора, који се усавршио за студије биједе и људске патње.

## Улоге
| Глумац           | Улога             |
| ---------------- | ----------------- |
| Јасмин Телаловић | Кави              |
| Марија Тадић     | Дуда              |
| Златко Црнковић  | Јосип             |
| Иво Грегуревић   | Борис             |
| Иван Херцег      | Карло             |
| Никола Ивошевић  | Лала              |
| Миро Барњак      | Сарма             |
| Јасна Бери       | Разуздана жена    |
| Љиљана Богојевић | Зеља              |
| Иван Бркић       | Рецепционар       |
| Рикард Брзеска   | Умировљеник       |
| Зоран Ћирић      | Старији конобар   |
| Месуд Дедовић    | Полицајац         |
| Мато Ерговић     | Умировљеник       |
| Божидарка Фрајт  | Жена из ходника   |
| Станка Гјурић    | Медицинска сестра |
| Мирај Грбић      | Жутан             |
| Шпиро Губерина   | мајстор Тонко     |
| Филип Јуричић    | Продавац          |

Остале улоге  ▼
| Глумац            | Улога          |
| ----------------- | -------------- |
| Кека Катуна       | Инспицијентица |
| Хрвоје Кецкес     | Дудин брат     |
| Нада Кластерка    | Умировљеница   |
| Славен Кнезовић   | Кеске          |
| Нела Кочиш        | Шанкерица      |
| Смиљка Козомарић  | Умировљеница   |
| Дражен Кун        | Конобар        |
| Дражен Микулић    | Дилер          |
| Влатко Немец      | Кувар          |
| Миа Оремовић      | Умировљеница   |
| Аднан Палангић    | Таксист        |
| Анђелко Петрић    |                |
| Олга Пивац        | Умировљеница   |
| Лена Политео      | Умировљеница   |
| Барбара Прпић     | Странкиња      |
| Антонија Станишић | Маријана       |
| Јуре Удовичић     | Дечак Тони     |
| Јелица Влајки     | Умировљеница   |